# Musée Ferenc-Hopp des arts d'Asie de l'Est
Le musée Ferenc-Hopp des arts d'Asie de l'Est (en hongrois : Hopp Ferenc Kelet-ázsiai Művészeti Múzeum) est un musée hongrois situé dans le 6e arrondissement de Budapest.